# Mariä-Himmelfahrt-Kirche (Cieszyn)

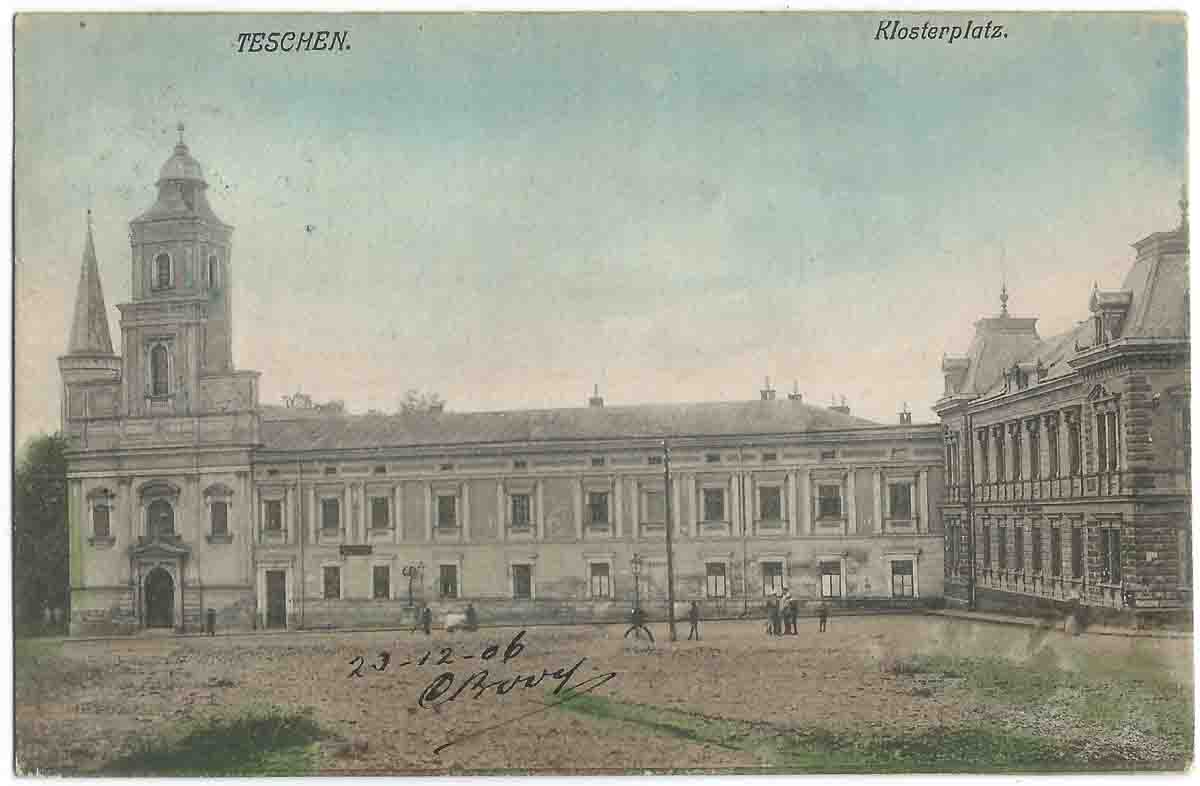
Ansichtskarte um 1900

Die Mariä-Himmelfahrt-Kirche und Kloster der Barmherzigen Brüder (polnisch Kościół Wniebowzięcia Najświętszej Maryi Panny i  klasztor Bonifratrów) in Cieszyn, Polen, ist eine katholische Kirche am Rand der Altstadt, das Ensemble liegt am pl. Londzina.

## Geschichte
Die Kirche wurde im 17. Jahrhundert im Stil des Barocks als Klosterkirche für die Barmherzigen Brüder vom hl. Johannes von Gott erbaut. Die Kirche entstand ursprünglich nördlich vor der Stadtmauer. Kirche und Kloster werden weiterhin von dem Orden genutzt.